# The Black Seeds
The Black Seeds – nowozelandzki zespół rockowy założony w 1998 roku. Pochodzi z Wellington.

## Dyskografia
- 2001 – Keeping on Pushing
- 2003 – On the Sun
- 2003 – Pushed
- 2006 – Into the Dojo
- 2008 – Solid Ground
- 2012 – Dust And Dirt